# 玻利维亚出血热
玻利维亚出血热（英語：Bolivian hemorrhagic fever，简称BHF，别名有black typhus、Ordog Fever等）是一类由感染马秋波病毒引起的病毒性出血熱。该疾病为人畜共通傳染病，起源于玻利維亞。
1963年，病毒学家卡尔·约翰逊团队第一个将玻利维亚出血热作为一种沙狀病毒科中的双链核糖核酸病毒引起的疾病鉴别出来，该疾病的致死率在5～30%左右，对其病原体马秋波病毒的研究需要最高等级的生物安全防护水平条件（即生物安全防护水平第四级）。
2007年2-3月，玻利维亚贝尼省报告有20例该病疑似病例（其中3例死亡），2008年2月，卫生部门在同一地域收到至少200例疑似病例（其中12例死亡）。2011年11月，在玻利维亚贝尼省省府特立尼达附近发现第二例确诊病例后，当地卫生部门专家在当地展开了血清调查，专家对病毒扩散至马莫雷县和伊特内斯县的疫区以外的迹象表示担忧。

## 流行病学

### 历史
该疾病于1962年在一个名叫San Joachim的玻利维亚村庄被发现，故而名为玻利维亚出血热。在确认病毒载体为受感染的鼠类之前，先行的研究曾怀疑节肢动物以及其它生物为病毒载体。人们为预防疟疾而使用了大量DDT来消灭蚊子这一疟疾载体，但这一毒性物质顺着食物链不断累积，使得猫在当地大量减少，间接导致了这一疾病在内以鼠类为载体的疾病的大爆发。

### 载体
该疾病的载体为暮鼠屬下属大暮鼠（Calomys callosus），该品种为玻利维亚北部的本土啮齿目品种。被感染的鼠类通常无明显症状，通过其排泄物将疾病传播给人类。该疾病的人际传播极其罕见。

### 症状
该疾病的感染初期伴有较长时间的发热、身体不适、頭痛与肌肉酸痛，非常近似于疟疾。感染后大约7天，疾病发展到出血阶段时，上身可见明显的瘀血斑点，鼻腔内开始流血，且可见粘稠液体。约三成病患开始严重失血并且出现如不断颤抖、神智不清、抽搐等神经紊乱症状，致死率可以高达约25%。

### 预防
1973年至1994年间该疾病无报告病例，减少人类和暮鼠的接触被认为大大降低了该疾病传播的概率。尽管该疾病无解药或者疫苗，但是针对与其基因相关的胡宁病毒（可以导致阿根廷出血热）的疫苗有一定交叉反应，因此可能可以作为一种有效的預防手段。病愈后的患者通常对该疾病会产生免疫抗性。

## 生化武器
美国曾经将玻利维亚出血热作为不止一种潜在生物武器的研发材料。苏联主要的生物战机构Biopreparat也将之作为重要的研究对象。

## 疫苗研发
病毒表面附着的糖蛋白结构已经通过X光晶体成像确定，这一糖蛋白被认为是未来疫苗的关键组成部分之一。

### 参阅书目
- Kilgore PE, Peters CJ, Mills JN,  et al. . Emerging Infect. Dis. 1995, 1 (3): 97–100. PMC 2626873 . PMID 8903174. doi:10.3201/eid0103.950308.